# سام نولان
سام نولان (بالإنجليزية: Sam Nolan)‏ هو نقابي أيرلندي، ولد في 1930.